# Gradiente geotérmico

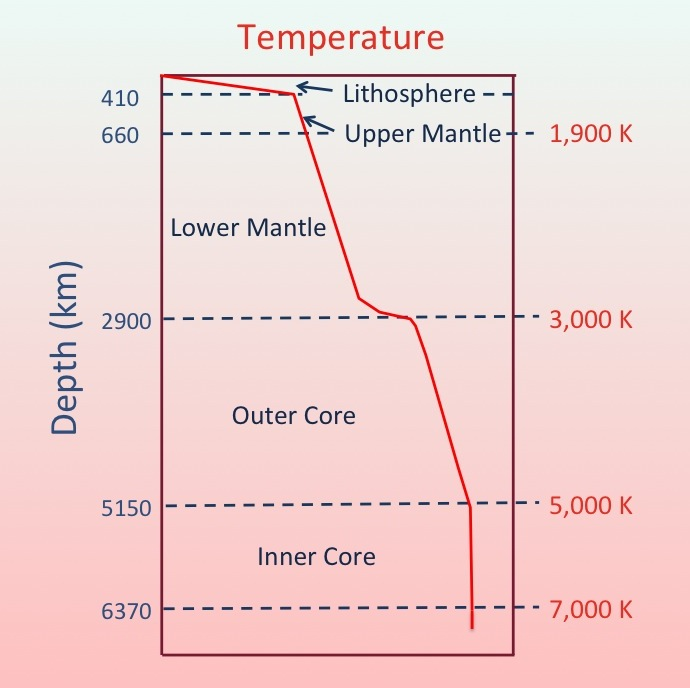
Perfil térmico do interior da Terra (visão esquemática).

Corte esquemático da Terra, do núcleo à exosfera.

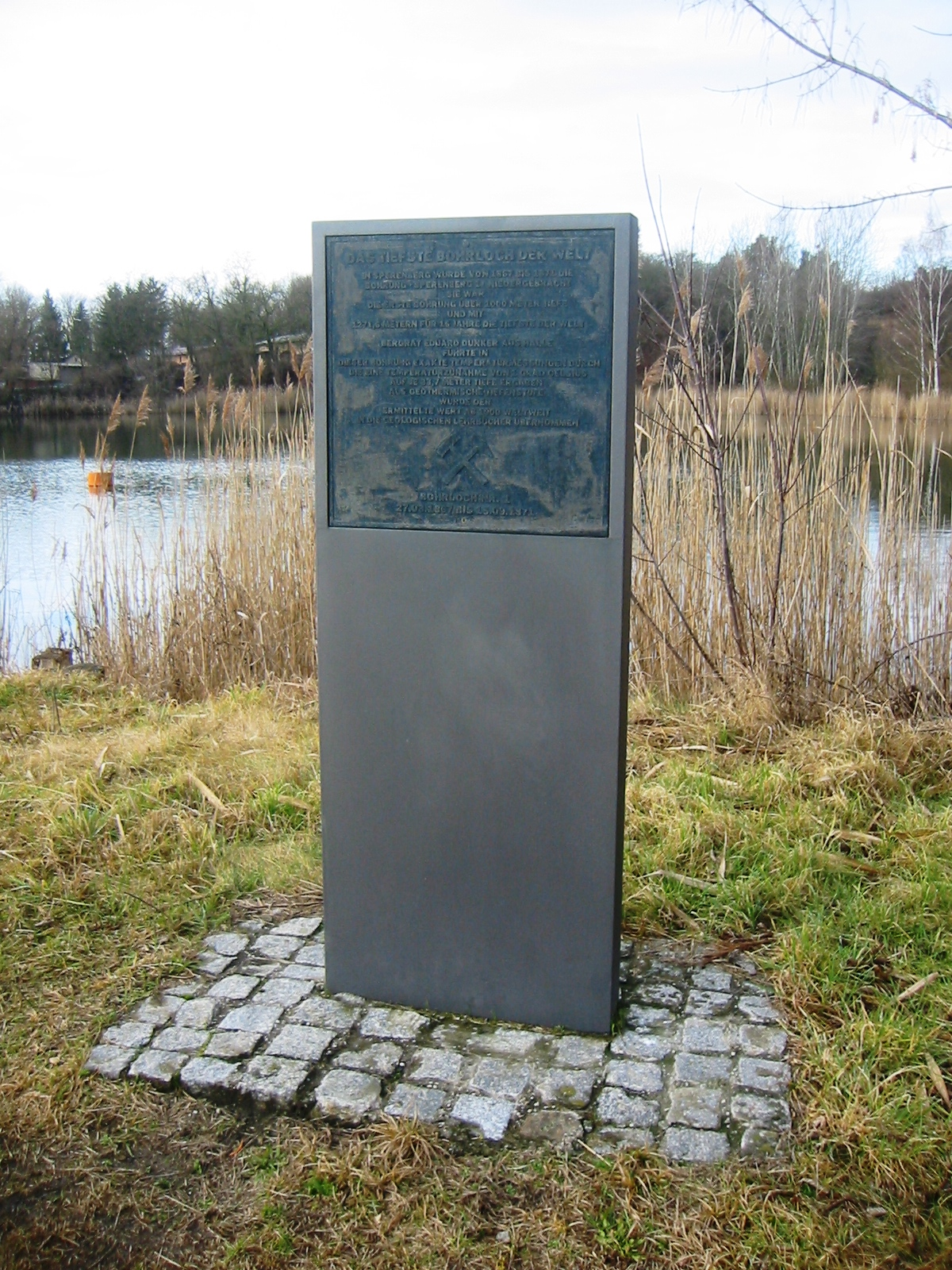
Placa informativa lembrando o furo Sper I/1867 em Sperenberg, Alemanha, a perfuração utilizada para a primeira determinação do gradiente geotérmico.

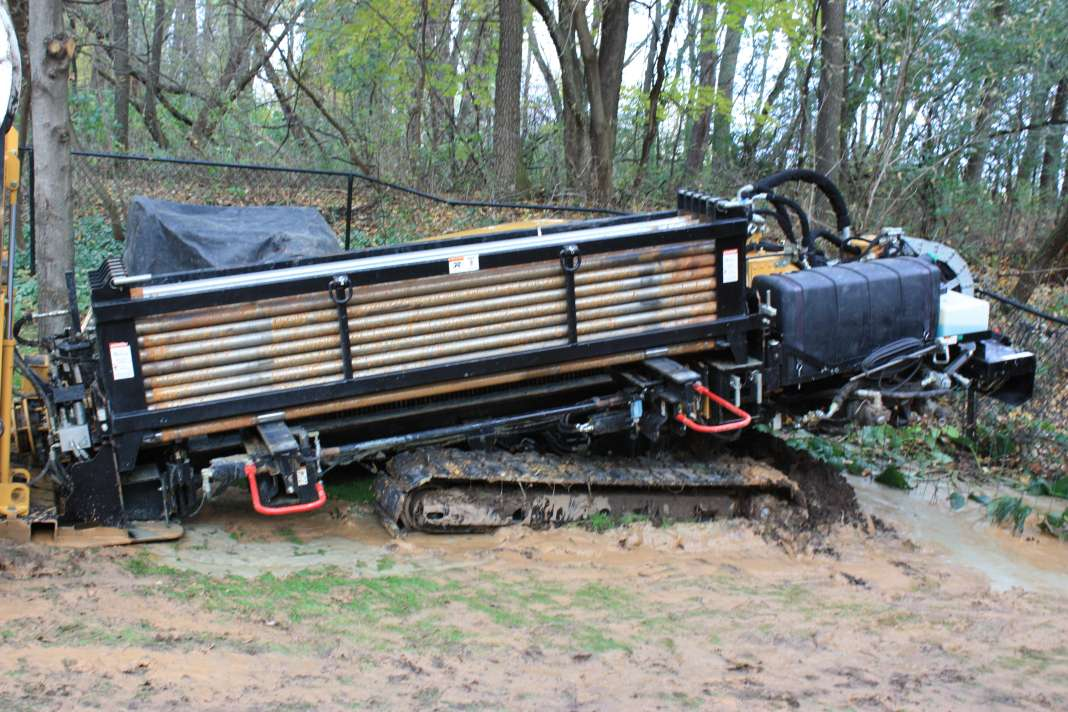
Equipamento de prospecção geotérmica (Wisconsin, USA).

O calor radiogénico do decaimento do ^{238}U e ^{232}Th são no presente as maiores contribuições para o balanço térmico interno da Terra.

Gradiente geotérmico é a taxa de variação da temperatura do interior da Terra com a profundidade medida a partir da superfície do planeta. Este gradiente varia de local para local, dependendo do fluxo regional de calor e da condutividade térmica das rochas, mas a nível global fora dos limites das placas tectónicas o gradiente geotérmico médio é de 25 ºC por km de profundidade. A existência do gradiente geotérmico foi comprovada em 1867, quando foi feita uma perfuração até aos 1271,6 m abaixo da superfície na região de minas de gesso de Sperenberg (Alemanha). Naquele que foi o primeiro poço do mundo a ultrapassar os 1000 metros de profundidade, determinou-se com precisão que o gradiente era cerca de 3 ºC/100 m, valor que estudos posteriores demonstraram ser próximo da média global.

## Descrição
O gradiente geotérmico é a taxa de aumento da temperatura dos materiais constituintes da Terra em função da profundidade a que se desce a partir da superfície para o interior do planeta. Nas regiões afastadas das fronteiras entre placas tectónicas, o valor médio, a nível global, deste gradiente é cerca de 25 °C/km de profundidade (1 °C por cada 33 m de profundidade ou 3 ºC/100 m de profundidade). Em sentido estrito e literal do termo, o gradiente geo-térmico necessariamente se refere ao gradiente observado na Terra, mas o conceito pode ser aplicado a outros planetas, apresentando valores diferentes consoante a sua estrutura e composição.
O gradiente geotérmico varia com a localização e é tipicamente medido determinando a temperatura no fundo de um poço após decorrido suficiente tempo após a perfuração para que o equilíbrio térmico tenha sido atingido. Para se obter precisão na medição da temperatura, o fluido de perfuração precisa de tempo para atingir a temperatura ambiente de equilíbrio com o meio geológico envolvente, o que nem sempre é alcançável por razões práticas.
Em áreas tectónicas estáveis situadas nos trópicos, a relação temperatura-profundidade converge ao longo da crusta para a temperatura média anual à superfície. Contudo, em áreas onde se desenvolveu permafrost (pergelissolo) profundo durante o Pleistoceno, é observada uma anomalia de temperatura que persiste desde próximo da superfície até a profundidades de algumas centenas de metros. O estudo da anomalia fria de Suwałki, na Polónia, permitiu reconhecer que anomalias térmicas similares, resultantes das mudanças climáticas do Pleistoceno-Holoceno, ocorrem nos registos obtidos em outras perfurações na Polónia, bem como no Alasca, norte do Canadá e Sibéria.
O calor interno da Terra é o resultado da combinação do calor residual da acreção planetária, do calor resultando do decaimento radioativo de materiais da estrutura terrestre e, possivelmente, de calor proveniente de outras fontes menores. Os principais isótopos produtores de calor na massa terrestre são o potássio-40, urânio-238, urânio-235 e tório-232.
No centro do planeta, a temperatura estima-se ser próxima dos 7 000 K, com uma pressão de aproximadamente 360 GPa (3,6 milhões de atm). Porque a principal fonte de calor é o decaimento radioativo, postula-se que na Terra primitiva, antes dos isótopos com meia-vida curta se terem esgotado, a produção de calor no interior da Terra seria muito maior. Estima-se que há 3 000 000 de anos a produção de calor na massa terrestre fosse dupla da atual, resultando em maiores gradientes de temperatura no interior da Terra, maiores taxas de convecção mantélica e maior dinâmica da tectónica de placas, permitindo a produção de rochas ígneas, como os komatiitos, cuja formação não ocorre nas condições de temperatura atualmente prevalecentes no interior da Terra.
Em resultado do gradiente geotérmico, a temperatura no interior da Terra aumenta com a profundidade, fazendo com que por toda a Terra as rochas das camadas situadas a 80-100 km de profundidade se encontrem num estado de elevada viscosidade ou de fusão parcial, a temperaturas entre 650 ºC e 1 200 ºC, e que a temperatura no limite entre o núcleo externo e o núcleo interno, a cerca de 3 500 km de profundidade, é estimada em 5 650 ± 600 kelvin. A quantidade total de calor contida na Terra é estimada em 1031 joule.
Embora existam consideráveis incertezas quanto à magnitude absoluta da contribuição de algumas delas para o conteúdo térmico total da massa terrestre, estão identificadas as seguintes fontes para o calor presente no interior do globo terrestre:
- O decaimento de elementos químicos naturalmente radioativos existentes na estrutura terrestre, especialmente no manto, estima-se que produza 45% a 90% do calor gerado no interior da Terra;[6][10][11]
- O calor residual de impacto e compressão libertado durante o processo de acreção que levou à formação da Terra e durante os subsequentes impactos por meteoritos;
- O calor libertado pela descida em direção ao núcleo terrestre dos abundantes metais pesados (ferro, níquel, cobre) inicialmente presentes no manto;
- O calor latente libertado quando o material em fusão presente no núcleo externo cristaliza na fronteira com o núcleo interno;
- O calor gerado pela força de maré através da compressão e distorção dos materiais terrestres à medida que a rotação da Terra causa ciclos de maré que deformam a parte sólida da estrutura terrestre, gerando assim calor por fricção.

Apesar de aparecer por vezes citada como uma fonte de calor em filmes e outras formas de cultura popular, não existe qualquer prova que suporte a produção de quantidades significativas de calor por efeitos electromagnéticos resultantes da interação de campos magnéticos com o campo magnético terrestre.
Na crusta continental da Terra, o decaimento de isótopos radioativos naturais teve participação significativa na origem do calor geotérmico. Os materiais da crusta continental são abundantes em minerais de menor densidade, ricos em elementos leves, mas também contêm concentrações significativas de minerais contendo elementos litofílicos pesados, como o urânio. Devido a isso, a crusta detém o maior reservatório de elementos radioativos encontrados na Terra. Especialmente nas camadas mais próximas da superfície da Terra, o enriquecimentos nestes isótopos naturais ocorre no granito e nas rochas basálticas.
Estes altos níveis de elementos radioativos são em grande parte excluídos do manto terrestre devido à sua incapacidade de substituir outros elementos nas estruturas cristalinas dos minerais mantélicos e promover o consequente enriquecimento durante processos de fusão parcial. O manto é principalmente composto por minerais de alta densidade, com alto teor de átomos que têm relativamente pequenos raios atómicos, como o magnésio (Mg), o titânio (Ti) e o cálcio (Ca).
| Isótopo | Libertação de calor [W/kg isótopo] | Meia-vida [anos] | Concentração mantélica média [kg isótopo/kg manto] | Libertação de calor [W/kg manto] |
| ------- | ---------------------------------- | ---------------- | -------------------------------------------------- | -------------------------------- |
| 238U    | 9.46 × 10−5                        | 4.47 × 109       | 30.8 × 10−9                                        | 2.91 × 10−12                     |
| 235U    | 5.69 × 10−4                        | 7.04 × 108       | 0.22 × 10−9                                        | 1.25 × 10−13                     |
| 232Th   | 2.64 × 10−5                        | 1.40 × 1010      | 124 × 10−9                                         | 3.27 × 10−12                     |
| 40K     | 2.92 × 10−5                        | 1.25 × 109       | 36.9 × 10−9                                        | 1.08 × 10−12                     |

## Balanço térmico e aproveitamento energético
Calor flui constantemente das suas fontes no interior da Terra para a superfície. A perda total de calor da Terra é estimada em 44,2 TW (4.42 × 1013 watts). A média de fluxo de calor é de 65 mW/m² sobre crusta continental e de 101 mW/m² sobre crusta oceânica. Estes valores traduzem-se numa média de 0,087 watt por metro quadrado metro (uns meros 0,03% da energia solar absorvida pela Terra), mas é muito mais concentrada em áreas onde a energia térmica é transportada para próximo da superfície terrestre por convecção, como ao longo das dorsais oceânicas e nas proximidades das plumas mantélicas.
A crusta terrestre age como um grosso cobertor de isolamento que deve ser perfurado por condutas de fluidos (de magma, água ou outro), a fim de libertar o calor existente por debaixo. A maior parte do calor perdido pelo interior da Terra é transferido através do mecanismo das placas tectónicas, especialmente pela ascensão (upwelling) de materiais do manto associada às cristas meso-oceânicas. Neste processo, o principal modo de perda de calor é por condução através da litosfera, sendo que a maioria das perdas ocorre nos oceanos, dado que a crusta oceânica é muito mais fina e mais jovem do que a crusta sob os continentes.
O calor da Terra é alimentado por decaimento radioativo a uma taxa de 30 TW. As taxas de fluxo geotérmico globais são mais do que o dobro da taxa de consumo de energia pelos humanos a partir de todas as fontes primárias.
O calor do interior da Terra pode ser utilizado como uma fonte de energia, numa forma de aproveitamento conhecida como energia geotérmica. O gradiente geotérmico tem sido utilizado para aquecimento e para produção de águas de banho (termas) pelo menos desde o tempo dos antigos romanos, e, mais recentemente, para a geração de electricidade. À medida que a população humana continua a crescer, o mesmo acontece com o consumo de energia e os impactes ambientais derivados da sua produção a partir das diversas fontes primárias globais de energia.
A importância desses impactes, particularmente sobre o clima no processo das mudanças climáticas globais, causou um interesse crescente em encontrar fontes de energia que sejam renováveis e tenham reduzidas as emissões de gases com efeito de estufa. Nas zonas de alta densidade de energia geotérmica, a tecnologia atual permite a geração de energia eléctrica por causa das altas temperaturas e correspondente alta entalpia. A geração de energia eléctrica a partir de recursos geotérmicos não requer a utilização de combustível, proporcionando verdadeira energia de carga básica com uma taxa de confiabilidade consistentemente superior a 90%.
Para extrair a energia geotérmica a uma escala industrial, é necessário transferir eficientemente o calor de um reservatório geotérmico para uma central geradora de electricidade, onde a energia térmica é convertida de calor em electricidade. À escala mundial, o calor armazenado no interior da Terra fornece uma energia primária que ainda é vista como uma fonte exótica. Em todo o mundo existem cerca de 10 GW de capacidade eléctrica instalada de origem geotérmica (dados de 2007), gerando 0,3% da procura global de electricidade. Acrescem 28 GW de capacidade adicional de aquecimento geotérmico direto instalados para o aquecimento urbano, aquecimento de estufas e estábulos, spas, processos industriais, dessalinização de água e aplicações agrícolas diversas.
Porque o calor flui através de cada metro quadrado de terra, pode ser usado como fonte de energia para aquecimento, produção de ar condicionado (HVAC) e sistemas de ventilação utilizando bombas de calor utilizando como fonte o subsolo. Mesmo em áreas onde o fluxo de calor geotérmico presente é modesto, a energia geotérmica pode ser usada para aplicações industriais que hoje dependem de combustíveis fósseis.

## 2
1. 1 2 3 4  Fridleifsson,, Ingvar B.; Bertani, Ruggero; Huenges, Ernst; Lund, John W.; Ragnarsson, Arni; Rybach, Ladislaus (11 de fevereiro de 2008).  O. Hohmeyer and T. Trittin, ed. «The possible role and contribution of geothermal energy to the mitigation of climate change» (pdf). Luebeck, Germany: 59–80. Consultado em 3 de novembro de 2013
2. ↑  Förderverein Heimatstube Sperenberg e. V., ed. (18 de dezembro de 2009). «Die geologische Besonderheit Sperenbergs». Consultado em 25 de julho de 2014. Arquivado do original em 8 de maio de 2012
3. ↑  «The Frozen Time, from the Polish Geological Institute». Consultado em 22 de julho de 2014. Arquivado do original em 27 de outubro de 2010
4. ↑  Sanders, Robert (10 de dezembro de 2003). «Radioactive potassium may be major heat source in Earth's core». UC Berkeley News. Consultado em 28 de fevereiro de 2007
5. ↑  Alfè, D.; Gillan, M. J.; Vocadlo, L.; Brodholt, J; Price, G. D. (2002). «The ab initio simulation of the Earth's core» (PDF). Philosophical Transactions of the Royal Society. 360 (1795): 1227–44. doi:10.1098/rsta.2002.0992. Consultado em 28 de fevereiro de 2007
6. 1 2  Turcotte, DL; Schubert, G (2002). «4». Geodynamics 2 ed. Cambridge, England, UK: Cambridge University Press. pp. 136–7. ISBN 978-0-521-66624-4
7. ↑  Vlaar, N; Vankeken, P; Vandenberg, A (1994). «Cooling of the earth in the Archaean: Consequences of pressure-release melting in a hotter mantle». Earth and Planetary Science Letters. 121 (1–2): 1. Bibcode:1994E&PSL.121....1V. doi:10.1016/0012-821X(94)90028-0
8. ↑  Alfe, D.; M. J. Gillan; G. D. Price (1 de fevereiro de 2003). «Thermodynamics from first principles: temperature and composition of the Earths core» (PDF). Mineralogical Magazine. 67 (1): 113–123. doi:10.1180/0026461026610089. Consultado em 1 de março de 2007. Arquivado do original (PDF) em 16 de março de 2007 C1 control character character in |título= at position 79 (ajuda)
9. ↑  Steinle-Neumann, Gerd; Lars Stixrude; Ronald Cohen (5 de setembro de 2001). «New Understanding of Earth's Inner Core». Carnegie Institution of Washington. Consultado em 1 de março de 2007. Cópia arquivada em 14 de dezembro de 2006
10. ↑  Anuta, Joe (30 de março de 2006). «Probing Question: What heats the earth's core?». physorg.com. Consultado em 19 de setembro de 2007
11. ↑  Johnston, Hamish (19 de julho de 2011). «Radioactive decay accounts for half of Earth's heat». PhysicsWorld.com. Institute of Physics. Consultado em 18 de junho de 2013
12. 1 2 3 4 5  William, G. E. (2010). Geothermal Energy: Renewable Energy and the Environment (pp. 1-176). Boca Raton, FL: CRC Press.
13. ↑  Wengenmayr, R., & Buhrke, T. (Eds.). (2008). Renewable Energy: Sustainable Energy Concepts for the future (pp. 54-60). Weinheim, Germany: WILEY-VCH Verlag GmbH & Co. KGaA.
14. ↑  Turcotte, D. L.; Schubert, G. (2002). «4». Geodynamics 2 ed. Cambridge, England, UK: Cambridge University Press. p. 137. ISBN 978-0-521-66624-4
15. 1 2 3  Pollack, Henry N., et.al.,Heat flow from the Earth's interior: Analysis of the global data set, Reviews of Geophysics, 31, 3 / August 1993, p. 273  Arquivado em 11 de agosto de  2011, no Wayback Machine. doi:10.1029/93RG01249
16. ↑  «Climate and Earth's Energy Budget». NASA
17. ↑  Richards, M. A.; Duncan, R. A.; Courtillot, V. E. (1989). «Flood Basalts and Hot-Spot Tracks: Plume Heads and Tails». Science. 246 (4926): 103–107. Bibcode:1989Sci...246..103R. PMID 17837768. doi:10.1126/science.246.4926.103
18. ↑  Sclater, John G; Parsons, Barry; Jaupart, Claude (1981). «Oceans and Continents: Similarities and Differences in the Mechanisms of Heat Loss». Journal of Geophysical Research. 86 (B12). 11535 páginas. Bibcode:1981JGR....8611535S. doi:10.1029/JB086iB12p11535
19. ↑  Rybach, Ladislaus (setembro de 2007). «Geothermal Sustainability» (PDF). Geo-Heat Centre Quarterly Bulletin. 28 (3). Klamath Falls, Oregon: Oregon Institute of Technology. pp. 2–7. ISSN 0276-1084. Consultado em 9 de maio de 2009

«Geothermal Resources». DOE/EIA-0603(95) Background Information and 1990 Baseline Data Initially Published in the Renewable Energy Annual 1995. Consultado em 4 de maio de 2005